# Вулиця Правика (Черкаси)
Ву́лиця Пра́вика — вулиця в Черкасах.

## Розташування
Вулиця починається від вулиці Сумгаїтської і простягається на південний схід, впирається у провулок Радистів.

## Опис
Вулиця вузька, не асфальтована.

## Походження назви
Вулиця утворена 1961 року і називалась провулок Перший Соснівський. Пізніше перейменовано у провулок Радистів. В 1987 році перетворено на вулицю і названо на честь Володимира Правика, Героя Радянського Союзу, ліквідатора на ЧАЕС.

## Будівлі
По вулиці розташовані лише приватні будинки.